# Jared Shumate
Jared Shumate (ur. 6 marca 1999 w Atlancie) – amerykański kombinator norweski. Uczestnik Zimowych Igrzysk Olimpijskich 2022.

## Kariera
Po raz pierwszy na arenie międzynarodowej pojawił się 13 lutego 2016 roku w Ramsau, gdzie w zawodach Pucharu Kontynentalnego zajął 49. miejsce. W lutym 2016 roku wystartował na mistrzostwach świata juniorów w Râșnovie, zajmując 44. i 37. indywidualnie oraz szóste miejsce w zawodach drużynowych. Jeszcze dwukrotnie startował na imprezach tego cyklu, najlepsze wyniki osiągając podczas mistrzostw świata juniorów w Lahti w 2019 roku, gdzie wywalczył 9. miejsce w Gundersenie.
W Pucharze Świata zadebiutował 5 stycznia 2019 roku podczas zawodów w Otepää, gdzie zajął 46. miejsce w Gundersenie. Swoje pierwsze punkty zdobył 8 stycznia 2022 roku podczas zawodów w Val di Fiemme, zajmując 25. miejsce.
Podczas rozgrywanych w lutym 2022 roku igrzysk w Pekinie zajął szóste miejsce w sztafecie, 19. miejsce na normalnej skoczni oraz 17. miejsce na dużej.

## Osiągnięcia

### Igrzyska olimpijskie
| Miejsce | Dzień     | Rok  | Miejscowość | Konkurencja           | Wynik zwycięzcy | Strata  | Zwycięzca      |
| ------- | --------- | ---- | ----------- | --------------------- | --------------- | ------- | -------------- |
| 19.     | 9 lutego  | 2022 | Zhangjiakou | Gundersen HS106/10 km | 25:07,7         | +2:02,3 | Vinzenz Geiger |
| 17.     | 15 lutego | 2022 | Zhangjiakou | Gundersen HS140/10 km | 27:13,3         | +1:45,2 | Jørgen Graabak |
| 6.      | 17 lutego | 2022 | Zhangjiakou | Sztafeta HS140/4x5 km | 50:45,1         | +2:22,0 | Norwegia       |

### Mistrzostwa świata
| Miejsce | Dzień     | Rok  | Miejscowość      | Konkurencja           | Wynik zwycięzcy | Strata  | Zwycięzca          |
| ------- | --------- | ---- | ---------------- | --------------------- | --------------- | ------- | ------------------ |
| 45.     | 28 lutego | 2019 | Seefeld in Tirol | Gundersen HS109/10 km | 25:01,3         | +4:36,9 | Jarl Magnus Riiber |
| 10.     | 2 marca   | 2019 | Seefeld in Tirol | Sztafeta HS109/4x5 km | 50:15,5         | +6:49,7 | Norwegia           |
| 37.     | 26 lutego | 2021 | Oberstdorf       | Gundersen HS106/10 km | 23:01,2         | +4:25,2 | Jarl Magnus Riiber |
| 9.      | 28 lutego | 2021 | Oberstdorf       | Sztafeta HS106/4x5 km | 43:57,7         | +5:16,1 | Norwegia           |
| 35.     | 4 marca   | 2021 | Oberstdorf       | Gundersen HS137/10 km | 23:11,1         | +5:49,5 | Johannes Lamparter |
| 37.     | 25 lutego | 2023 | Planica          | Gundersen HS102/10 km | 24:36,3         | +4:26,9 | Jarl Magnus Riiber |
| 8.      | 1 marca   | 2023 | Planica          | Sztafeta HS138/4x5 km | 47:20,4         | +4:03,2 | Norwegia           |
| 40.     | 4 marca   | 2023 | Planica          | Gundersen HS138/10 km | 23:42,6         | +7:08,2 | Jarl Magnus Riiber |

### Mistrzostwa świata juniorów
| Miejsce | Dzień       | Rok  | Miejscowość | Konkurencja           | Wynik zwycięzcy | Strata  | Zwycięzca             |
| ------- | ----------- | ---- | ----------- | --------------------- | --------------- | ------- | --------------------- |
| 37.     | 23 lutego   | 2016 | Râșnov      | Gundersen HS100/10 km | 28:02,1         | +6:56,9 | Bernhard Flaschberger |
| 44.     | 25 lutego   | 2016 | Râșnov      | Gundersen HS100/5 km  | 11:01,5         | +4:39,2 | Tomáš Portyk          |
| 6.      | 26 lutego   | 2016 | Râșnov      | Sztafeta HS100/4x5 km | 48:41,4         | +5:33,5 | Austria               |
| 35.     | 30 stycznia | 2018 | Kandersteg  | Gundersen HS106/10 km | 22:58,3         | +4:06,3 | Ondřej Pažout         |
| 7.      | 1 lutego    | 2018 | Kandersteg  | Sztafeta HS106/4x5 km | 56:33,0         | +3:36,4 | Austria               |
| 40.     | 3 lutego    | 2018 | Kandersteg  | Gundersen HS106/5 km  | 11:28,8         | +3:05,7 | Vid Vrhovnik          |
| 20.     | 23 stycznia | 2019 | Lahti       | Gundersen HS100/5 km  | 13:43,0         | +1:23,8 | Julian Schmid         |
| 10.     | 25 stycznia | 2019 | Lahti       | Sztafeta HS100/4x5 km | 53:16,4         | +3:46,0 | Niemcy                |
| 9.      | 27 stycznia | 2019 | Lahti       | Gundersen HS100/10 km | 28:16,8         | +1:02,9 | Johannes Lamparter    |

### Puchar Świata

#### Miejsca w klasyfikacji generalnej
- sezon 2018/2019: niesklasyfikowany
- sezon 2019/2020: niesklasyfikowany
- sezon 2020/2021: nie brał udziału
- sezon 2021/2022: 48.
- sezon 2022/2023: 48.

#### Miejsca na podium chronologicznie
Jak dotąd Shumate nie stawał na podium zawodów PŚ.

### Puchar Kontynentalny

#### Miejsca w klasyfikacji generalnej
- sezon 2015/2016: niesklasyfikowany
- sezon 2016/2017: nie brał udziału
- sezon 2017/2018: 110.
- sezon 2018/2019: 21.
- sezon 2019/2020: 21.
- sezon 2020/2021: 20.
- sezon 2021/2022: 19.

#### Miejsca na podium chronologicznie
| Nr | Data          | Miejscowość | Konkurencja           | Wynik zwycięzcy | Pozycja | Strata | Zwycięzca  |
| -- | ------------- | ----------- | --------------------- | --------------- | ------- | ------ | ---------- |
| 1. | 7 lutego 2021 | Lahti       | Gundersen HS100/10 km | 26:28,6         | 3.      | +18,7  | Lars Burås |

### Letnie Grand Prix

#### Miejsca w klasyfikacji generalnej
- 2018: niesklasyfikowany
- 2019: nie brał udziału
- 2021: (51.)[8]
- 2022: 10. (24.)[9]

#### Miejsca na podium chronologicznie
Jak dotąd Shumate nie stawał na podium zawodów LGP.